# Río Perquilauquén
El río Perquilauquén, a veces Perquelaquén, es un tributario del río Loncomilla en la Región del Maule y de Ñuble, Chile. El río se une al Longaví para formar el río Loncomilla, un importante tributario del río Maule.

## Trayecto
El Perquilauquén tiene uno de los cursos más curiosos de la hidrografía chilena. Inicialmente, corre desde el sureste hacia el noroeste y forma el límite entre las provincias de Linares y Punilla. Luego, cambia su curso y fluye hacia el norte, después hacia el este y, nuevamente hacia el norte, hasta que se junta con las aguas del Longaví.
A lo largo de su cauce que se extiende por 190 km y que drena una hoya de 5.023 km², el río presenta una intrincada trama de drenaje, ya que desagua porciones de la precordillera andina, de la depresión intermedia y de la cordillera de la Costa. Esta última, a su vez, representa una red hidrográfica compleja que se canaliza por el río Cauquenes y el río Purapel para desaguar hacia el oriente, en la depresión intermedia.

## Caudal y régimen
Para la subcuenca del río Loncomilla, a la cual pertenecen los ríos Perquilauquén, Cauquenes, Purapel, Longaví, Achibueno, Ancoa, Putagán y el estero Curipeumo, el informe de la Dirección General de Aguas consigna un régimen pluvial, con importantes crecidas en meses de invierno y bajos en verano. En años húmedos los mayores caudales se dan entre los meses mayo y julio, resultado de las lluvias invernales. En años secos los caudales no muestran grandes variaciones, produciéndose sus máximos en los meses de invierno, salvo en la estación Ancoa en el Morro, que muestra sus mayores caudales para años secos en primavera. El período de menores caudales se observa en el trimestre dado por los meses de enero, febrero y marzo, debido a la ausencia de lluvias.: 71 

Curvas de variación estacional
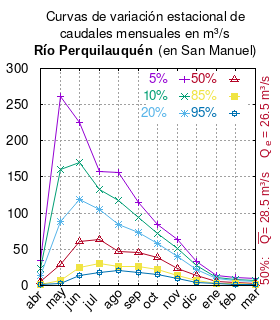
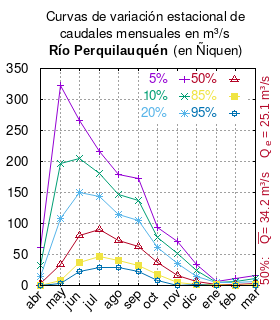
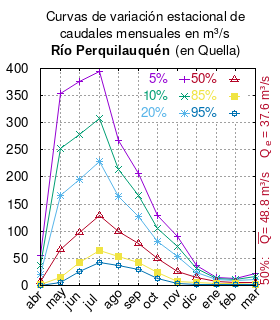

El caudal del río (en un lugar fijo) varía en el tiempo, por lo que existen varias formas de representarlo. Una de ellas son las curvas de variación estacional que, tras largos periodos de mediciones, predicen estadísticamente el caudal mínimo que lleva el río con una probabilidad dada, llamada probabilidad de excedencia. La curva de color rojo ocre (con {\displaystyle {\color {Red}\vartriangle }}) muestra los caudales mensuales con probabilidad de excedencia de un 50%. Esto quiere decir que ese mes se han medido igual cantidad de caudales mayores que caudales menores a esa cantidad. Eso es la mediana (estadística), que se denota Qe, de la serie de caudales de ese mes. La media (estadística) es el promedio matemático de los caudales de ese mes y se denota {\displaystyle {\overline {Q}}}. 
Una vez calculados para cada mes, ambos valores son calculados para todo el año y pueden ser leídos en la columna vertical al lado derecho del diagrama. El significado de la probabilidad de excedencia del 5% es que, estadísticamente, el caudal es mayor solo una vez cada 20 años, el de 10% una vez cada 10 años, el de 20% una vez cada 5 años, el de 85% quince veces cada 16 años y la de 95% diecisiete veces cada 18 años. Dicho de otra forma, el 5% es el caudal de años extremadamente lluviosos, el 95% es el caudal de años extremadamente secos. De la estación de las crecidas puede deducirse si el caudal depende de las lluvias (mayo-julio) o del derretimiento de las nieves (septiembre-enero).

## Historia
Francisco Solano Asta-Buruaga y Cienfuegos escribió en 1899 en su obra póstuma Diccionario geográfico de la República de Chile sobre el río:
''Perquilauquen.—Rio, cuyo nombre, compuesto de las palabras perguin i lauquen, significa plumaje o penacho del mar. Tiene oríjen en los Andes por los 36° Lat., hacia el E. de la villa del Parral, desde donde corre con inclinacion al N.O., por entre los departamentos del nombre de esa villa i de San Carlos, hasta los cerros de Quinchamávida i Kucachoro de las sierras intermedias, para continuar de aquí al N. a confluir en el Longaví, con el cual forma el Loncomilla. Es regularmente caudaloso i rapido, i de curso que no baja de 130 quilómetros. En la mitad inferior, sus marjenes son bajas i notablemente feraces, i en ellas o sus inmediaciones se proyectó el establecimiento de los pueblos de la Candelaria i Natividad; véanse. Tiene varios afluentes, i los principales son, subiéndolo : por la derecha, el Bureo, Torreón, Curipeumo que pasa al S. del Parral, Catillo, etc., i por la izquierda, el Purapel, Cauquenes, Pocillas, Niquen, etc.